# Emilia Amupewa
Emilia I. Nuyoma-Amupewa (* 5. Mai 1955 in Okalongo, Südwestafrika) ist eine namibische Politikerin.
Amupewa wuchs im Norden des Landes auf und machte 1973 an der Oberschule Okalongo ihren Schulabschluss. 1974 ging sie nach Angola ins Exil und wurde Mitglied der People’s Liberation Army of Namibia (PLAN). Amupewa war Opfer und Überlebende des Cassinga-Massakers von 1978. Anschließend konnte sie in die Deutsche Demokratische Republik ausreisen, wo sie von 1979 bis 1982 in Schönebeck (Elbe) eine Ausbildung absolvierte. Die weiteren 1980er Jahre verbrachte sie in Sambia. Diese Zeit nutzte Amupewa für weitere Ausbildungen in Lusaka, zuletzt am United Nations Institute for Namibia.
Nach ihrer Rückkehr in ihre Heimat arbeitete sie zunächst ab 1991 als Literatur-Lehrerin und später in verschiedenen Tätigkeiten beim SWAPO Women’s Council, so von 2011 bis 2016 als Regionalleiterin in ǁKharas Klicklaut. Von 1998 bis 2011 war Amupewa Bürgermeisterin von Lüderitz und weilte in dieser Funktion 2007 zu einem Arbeitsbesuch in Halle (Saale), Querfurt und Dorsten.
Seit 2015 ist Amupewa Mitglied der Nationalversammlung.